# Francis Seymour, 1. Baron Seymour of Trowbridge
Francis Seymour, 1. Baron Seymour of Trowbridge (um 1590; † 12. Juli 1664) war ein englischer Politiker.
Francis Seymour war der Sohn von Edward Seymour, Lord Beauchamp, (1561–1612) und der Honora Rogers, Tochter von Sir Richard Rogers und Cecilia Luttrell. Er war der jüngere Bruder von William Seymour, 2. Duke of Somerset.
Francis Seymour wurde 1620 für Wiltshire ins englische Unterhaus gewählte und beteiligte sich aktiv an der Opposition gegen die Regierung Karls I. Er vertrat denselben Wahlkreis im Kurzen und im Langen Parlament. Er verweigerte 1639 die Zahlung des ship money (eine Steuer). Als seine Partei aber zu immer extremeren Maßnahmen griff, versagte er ihr die Unterstützung und wurde dafür am 19. Februar 1641 als Baron Seymour of Trowbridge in den erblichen Adelsstand erhoben. Mit dem Titel war auch ein erblicher Sitz im englischen Oberhaus verbunden.
Im Oberhaus stimmte er gegen die Verurteilung von Thomas Wentworth, 1. Earl of Strafford. Er schloss sich im folgenden Jahr (1642) bei York König Karl an und kämpfte während des Bürgerkrieges auf der Seite der Royalisten.
Mit seiner ersten Ehefrau Frances Prinne, die er 1620 geheiratet hatte, wurde er Vater zweier Kinder:
- Charles Seymour, 2. Baron Seymour of Trowbridge (1621–1665), Vater von Francis Seymour, 5. Duke of Somerset und Charles Seymour, 6. Duke of Somerset
- Frances Seymour († 1679), ⚭ William Ducie, 1. Viscount Downe

1660 wurde er Chancellor of the Duchy of Lancaster, 1664 starb er.